# Vozpópuli
Ne doit pas être confondu avec Vox populi.
Vozpópuli est un journal généraliste numérique espagnol spécialisé dans les nouvelles économiques et financières, et procure des informations sur les entreprises, les banques, ainsi que sur la corruption. Le journal donne également des nouvelles politiques. Son directeur est Miguel Alba Carmona jusqu'au 26 octobre 2018, date à laquelle il est remplacé par Jesús Cacho (es).